# Amlaíb Conung
Amlaíb Conung (mort el 875) va ser un cabdill nòrdic-gaèlic d'Irlanda i Escòcia a la segona meitat del segle IX. Apareix esmentat en els Annals irlandesos contemporanis al costat dels seus germans  Ivar i Auisle, els tres considerats reis vikings del regne de Dublín, hipotèticament fills de Gofraid de Lochlann.

## Història
S'ha vinculat Amlaíb amb la figura de Olaf el Blanc que apareix a Landnámabók i d'altres sagues islandeses. Els Annals irlandesos i els Annals fragmentaris d'Irlanda són força més antics i en alguns aspectes es contradiuen amb els islandesos i citen poc sobre els vincles familiars.

Els Annals fragmentaris amplien la informació:
| « | També aquest any, el sisè any del regnat de Máel Sechlainn, Amlaíb Conung, fill del rei de Lochlann, va arribar a Irlanda, i va portar amb ell la proclamació de molts impostos i tributs del seu pare, i va marxar sobtadament. Aleshores el seu germà petit Ímar va arribar després d'ell, i va portar el mateix tribut. | » |

També, segons els Annals fragmentaris d'Irlanda va participar en múltiples campanyes amb el seu germà Ivar abans de tornar a Lochlann per ajudar el seu pare en una guerra que va sostenir cap a 871, i després d'aquesta cita, desapareix dels annals històrics. Segons la Crònica dels Pictos, va morir cap a 874 durant una campanya contra Constantí I d'Escòcia:
| « | ... després de dos anys Amlaib, amb la seva gent, va arrasar Pictavia, va romandre allà de l'1 de gener fins a la festa de sant Patrici [17 de març]. Novament torna Amlaíb al tercer any, mentre recollia el tribut, va ser assassinat per Constantí. Poc temps després es va lliurar la batalla al XIV any a Dollar, entre danesos i escocesos, els escocesos van ser anihilats a Atholl. Els escandinaus van passar un any sencer a Pictavia. | » |

## Herència
Olaf el Blanc va casar amb Aud la Sàvia, filla de Ketil Nas Xata i van tenir un fill, Thorstein el Roig Els Annals d'Ulster [875] parlen d'Oistín (referint-se a Thorstein):
| « | Oistín fill d'Amlaíb, rei dels escandinaus, va ser traït i mort per Albann. | » |

Encara que Aud no apareix a les fonts irlandeses, aquest és un dels arguments que sosté la teoria que Olaf i Amlaíb són la mateixa persona.
Els Annals fragmentaris esmenten Amlaíb Conung com a gendre de Áed Finnliath mac Néill. També se cita "la filla de Cináed", com a esposa d'Amlaíb, el que suggereix que els vincles amb Áed és possiblement una errada, i que l'esposa d'Amlaíb era filla de Cináed mac Conaing, que va morir ofegat per  Máel Sechnaill el 851.
Una altra teoria és que es tracti de Cináed mac Ailpín (o Kenneth I d'Escòcia), i comportaria que Amlaíb era cunyat del seu assassí Constantí I, un fill de Kenneth.
Els fills d'Amlaíb podrien ser Carlus, mort a la batalla de Cell ua nDaigri el 868, lluitant al costat de Flann mac Conaing, germà i successor de Cináed, que suggereix era sogre d'Amlaíb. Per tant, pot ser que Carlus estigués lluitant al costat dels seus parents materns, i  Oistín que va morir el 875 per un engany d'Halfdan.